# Scalextric

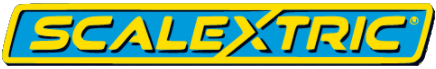
Scalextric logo.

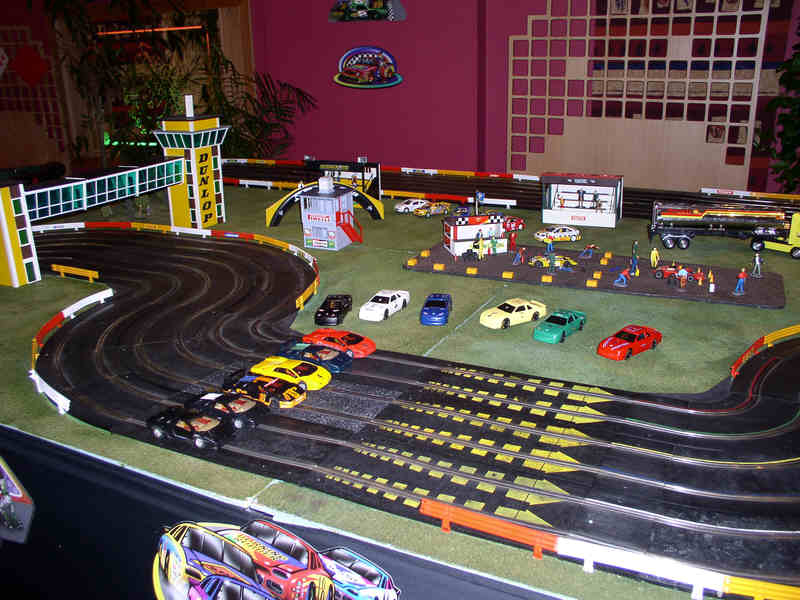
En Scalextricbana.

Scalextric är en brittisk tillverkare av produkter för spårstyrd racing. Företaget startade sin verksamhet i slutet av 1950-talet, och ägs i dag av Hornby.